# Толокно

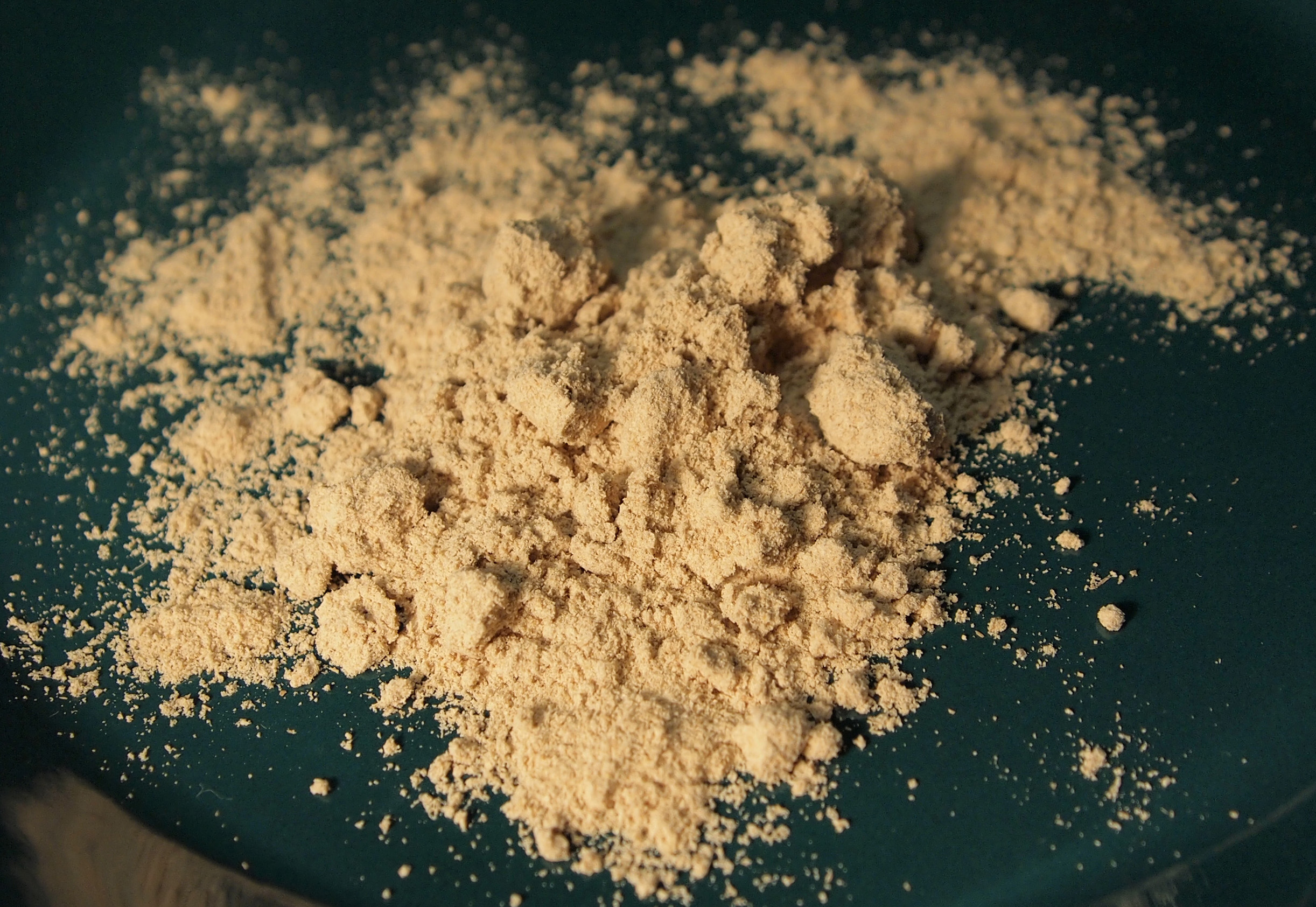
Борошно

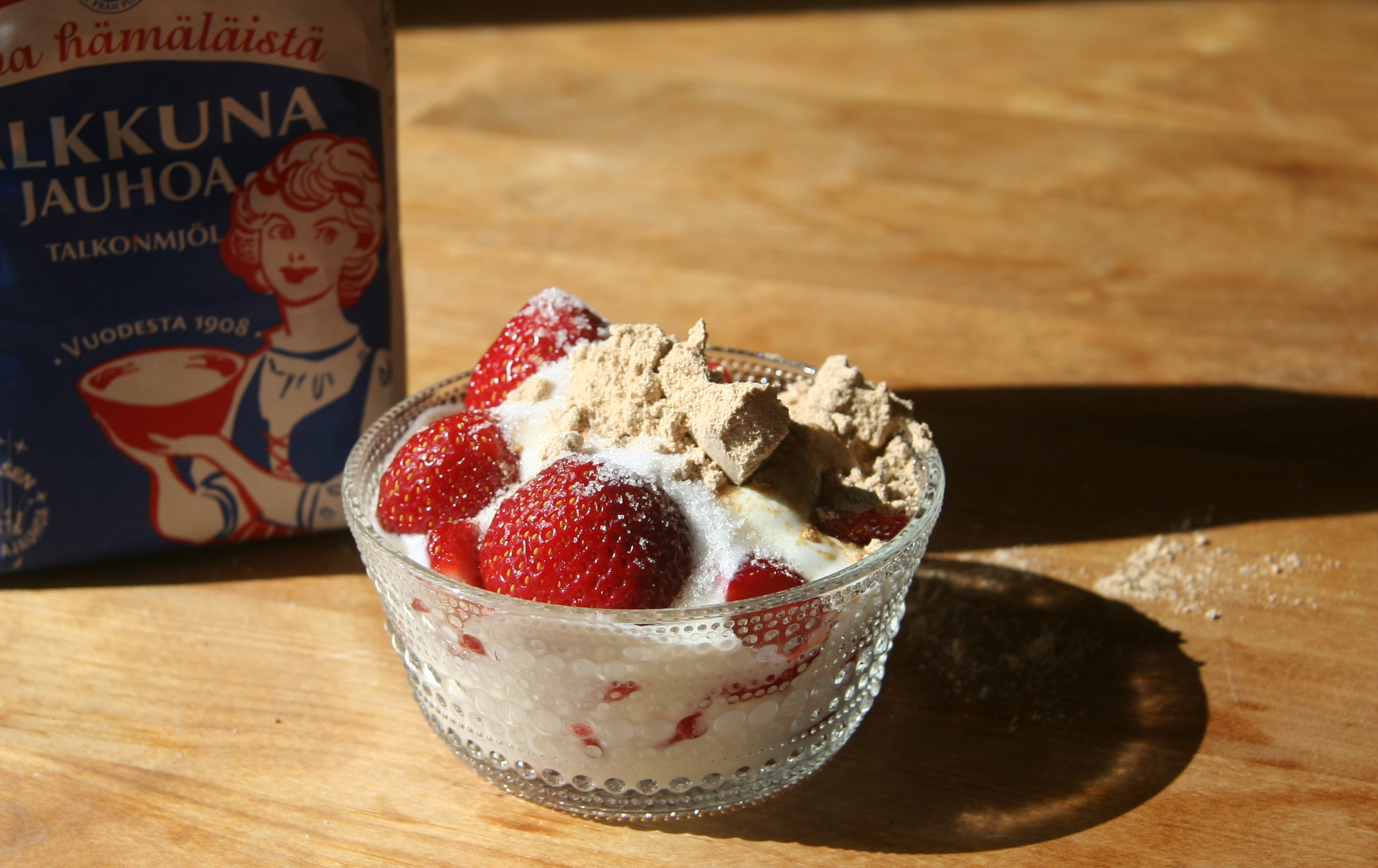
Страва з ками у фінів

Кама (ест. kama), толокно́ (від прасл. *tolkъno, пов'язаного з дієсловом *tolkti — «товкти»; фін. talkkuna — з рос., біл. талакна; башк. талҡан; кирг. талкан) — товчене або грубого помелу борошно, виготовлене з попередньо пропарених, висушених, обсмажених і очищених зерен злаків. Стародавня страва. їй вже понад 5 тисяч років. Готують каму з особливого борошна, змолотого з жита, вівса, ячменю й гороху.
Кама вживається в їжу багатьма народами, у тому числі в Закавказзі й Середній Азії, де товчуть (а не мелють) джугару, полбу, маш.

## У національних кухнях
Спосіб її приготування в Естонії: 3-4 чайні ложки борошна ками розводять однією склянкою кефіру, йогурту чи молока. За смаком додати цукру або солі. Традиційно каму готують на сніданок. Каму використовують також як десерт, якщо до неї додати лісових ягід, меду або фруктів.
Тюркські народи готують кашу, додаючи сметану або масло, а також мелену черемшину. З такої каші роблять кульки, які подають до чаю з медом, меленою черемхою під час свят бишектуя, каргатуя, кякук сяйя, сабантуя, сиргатуя і землеробських обрядів. Киргизи варять юшку з ячмінного толокна, заправляють кислим молоком або сухим сиром, а також прохолодний напій «жарма» («максим»).
У росіян і білорусів кама відома як толокно. Одержують його товчінням, а не розмелюванням, попередньо замоченого та просмаженого зерна (найчастіше — вівсяного). Основне виробництво в дореволюційній Росії доводилося на В'ятську, Костромську і Вологодську губернію.
Толоконне «борошно» відрізняється від змолотого кращим смаком, більшою поживністю, оскільки в ньому зберігаються всі фракції зерна, у той час як у змолотому, мірошницькому борошні перші, найбільш живильні обдирні фракції часто йдуть у відходи.
Через те, що в толокні зберігаються всі частини вихідної рослини, толоконне «борошно» можна вживати в їжу без додаткової теплової обробки. Так толокно можна використовувати також для дієтичного й дитячого харчування, де воно може розводитися в теплому молоці без усякого кип'ятіння.

## Інше
- Існує російський вираз «толоконний лоб», що означає розумово обмежену, дурну людину. Сполучення трапляється в «Казці про попа і наймита його Балду» О. С. Пушкіна, де ним охарактеризований піп. В українському перекладі М. Т. Рильського для збереження рими зворот переданий як «околоту сніп».
- Толокном також можуть називати сушену і товчену рибу[1].